# Синяк итальянский
Синяк итальянский (лат. Echium italicum) — двулетнее травянистое растение; вид рода Pontechium семейства Бурачниковые (Boraginaceae).

## Ботаническое описание
Двулетнее травянистое растение, образующее в первый год розетку листьев, а на второй год — один доминирующий прямостоячий стебель высотой от 40 до 100 см, жесткий и щетинистый.
Листья расположены в базальной розетке и чередуются на стебле. Базальные листья ланцетные, длиной от 20 до 35 см, шириной от 15 до 40 мм, с мягкими щетинистыми волосками. Стеблевые листья более или менее узкоэллиптические.
Соцветие колосовидное или сильно разветвлённое, пирамидальной формы.
Цветок слабо зигоморфный, четырёх- или пятилепестковый с двойным околоцветником. Щетинковидная чашечка в период распускания достигает длины 6-7 мм. Венчик длиной 10-12 мм, узко воронковидный, белый, желтоватый, розоватый или голубовато-белый. Четыре или пять тычинок, как и двухразветвлённый пестик, выступают далеко от венчика, нити бледные.
Плод — ценобий, распадающийся на две части (эремы) длиной 2,5-3 мм, треугольной формы.
Число хромосом 2n= 16 или 32.

## Систематика и распространение
Вид был впервые научно описан в 1753 году Карлом Линнеем в Species Plantarum.
Echium italicum распространён в нескольких подвидах в южной, восточной и юго-восточной Европе, на Ближнем Востоке и Кавказе, а также в Средней Азии. В Швейцарии и Австралии Echium italicum является неофитом.
В зависимости от автора, выделяют около четырёх подвидов:
- Echium italicum subsp. biebersteinii (Lacaita) Greuter & Burdet: встречается во Франции, Италии, юго-восточной Европе, на Ближнем Востоке и в Кавказском регионе.
- Echium italicum L. subsp. italicum (син.: Echium albereanum Naudin & Debeaux, Echium italicum subsp. albereanum (Naudin & Debeaux) Greuter & Burdet): Распространен в южной, восточной и юго-восточной Европе, на Ближнем Востоке и в Кавказском регионе.
- Echium italicum subsp. scaettae (Pamp.) Greuter & Burdet (syn.: Echium italicum var. scaettae Pamp., Echium scaettae (Pamp.) Pamp.): Встречается только в Ливии.
- Echium italicum subsp. siculum (Lacaita) Greuter & Burdet (Syn.: Echium italicum var. siculum Lacaita): Эндемик Сицилии.